# Acanthistius patachonicus
Acanthistius patachonicus är en fiskart som först beskrevs av Jenyns, 1840.  Acanthistius patachonicus ingår i släktet Acanthistius och familjen havsabborrfiskar. Inga underarter finns listade i Catalogue of Life.